# Stade Major-Antônio-Couto-Pereira
Le stade Major-Antônio-Couto-Pereira, populairement connu sous le nom de Couto Pereira, est un stade de football situé à Curitiba au Brésil.
Le stade appartient au Coritiba Foot Ball Club, qui y joue ses matchs à domicile.

## Histoire
Le stade Couto Pereira a été construit entre 1927 et 1932 et a ouvert ses portes le 20 novembre 1932. Pour le premier match dans le nouveau stade, le futur utilisateur, le club du Coritiba FC, et l'America FC de Rio de Janeiro se sont rencontrés lors d'un match amical qui s'est terminé 4 à 2 pour Coritiba. Depuis ce jour, le Couto Pereira est utilisé par le Coritiba FC comme lieu pour ses matchs à domicile.
Le club est devenu champion de football brésilien en 1985 et a également remporté le championnat d'État du Paraná plus de trente fois, où les principaux rivaux sont l'Athletico Paranaense et le Paraná Clube, tous deux également de Curitiba.
Le stade peut accueillir 34 872 spectateurs de nos jours. Avant diverses modernisations, la capacité du stade était beaucoup plus grande. Le record d'affluence pour un match de football a été atteint lorsque le 15 mai 1983, Flamengo Rio de Janeiro a attiré 65 943 spectateurs contre l'Athletico Paranaense. Une messe du pape Jean-Paul II le 5 août 1980 a même attiré environ 70 000 personnes dans le stade.
Le nom du stade vient du major Antônio Couto Pereira, qui a été président du Coritiba FC de 1926 à 1933. À l'origine il portait le nom de Belfort Duarte(1883-1918), l'un des grands pionniers du football brésilien. En 1977, il a été renommé en l'honneur de Couto Pereira, à l'initiative duquel le stade a été construit.

## Galerie

Le stade en 2009, tribune non achevée
La tribune principale
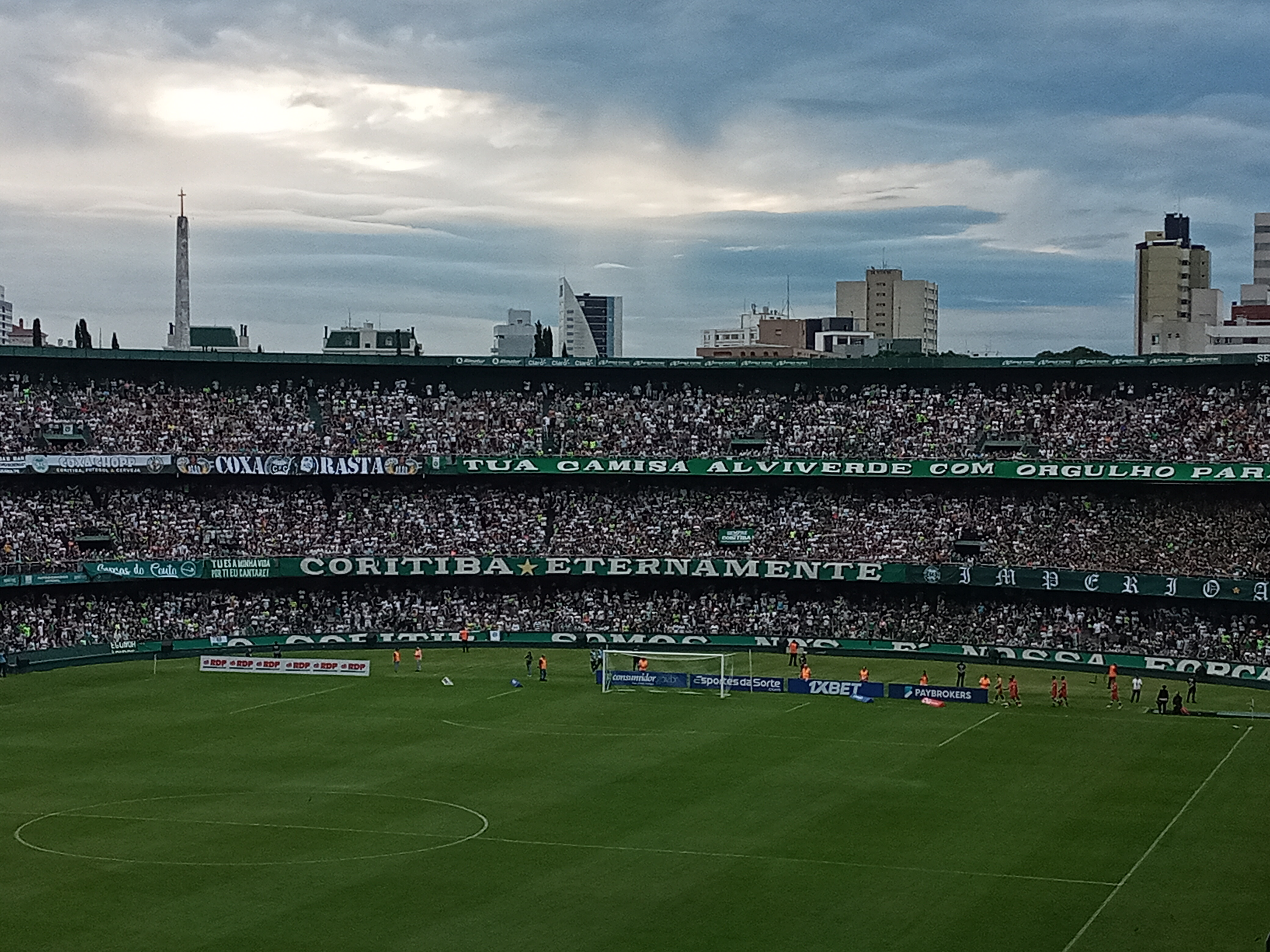
Le stade en 2023
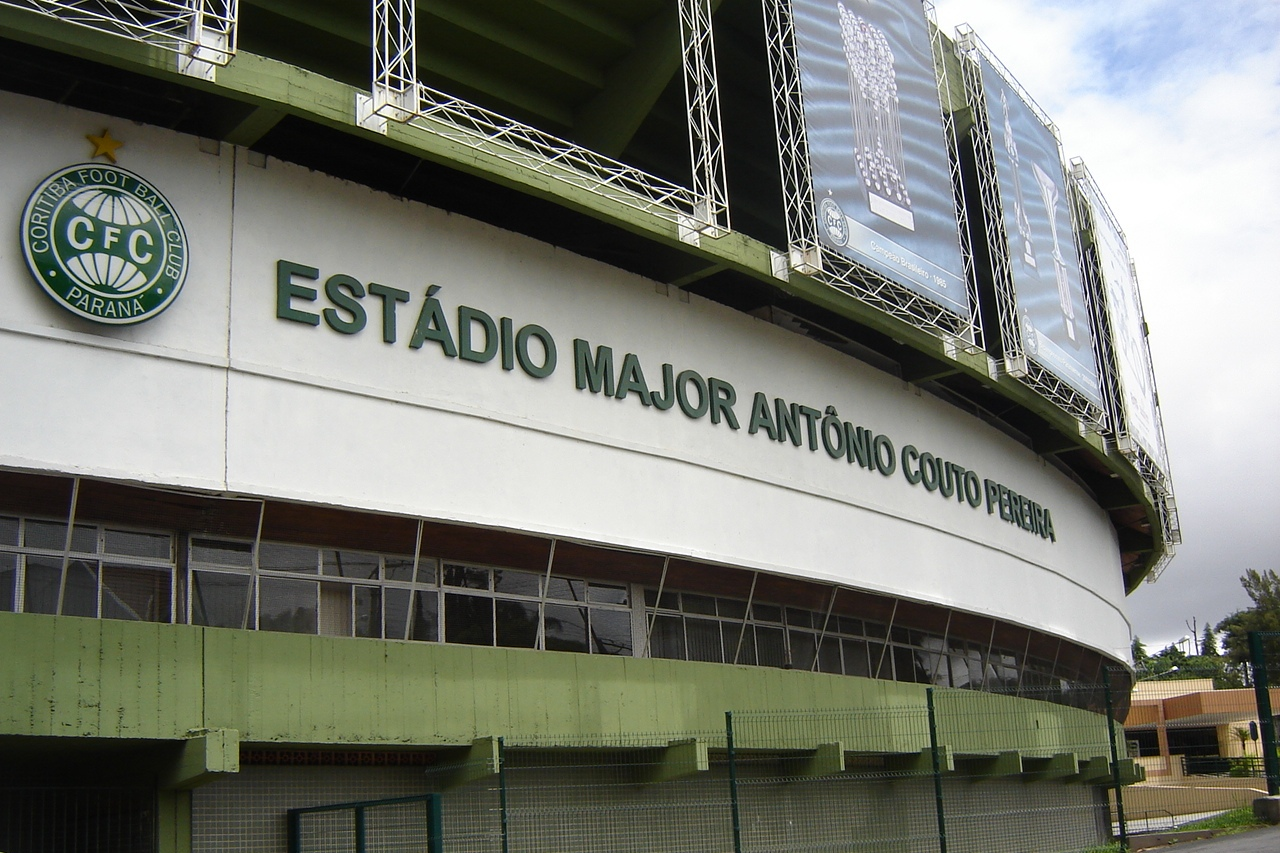
Façade extérieure